# Esperia (nave)
L'Esperia era una motonave mista in servizio con questo nome per l'Adriatica di Navigazione tra il 1949 e il 1974.

## Caratteristiche
L'Esperia era una motonave mista, con sistemazioni per 504 passeggeri (159 in prima classe, 81 in seconda classe e 304 in terza) e quattro stive per il carico. Era spinta da due motori CRDA - Sulzer con una potenza complessiva di 16 100 cavalli e poteva raggiungere una velocità di 19 nodi. L'allestimento della motonave, dopo il recupero nel dopoguerra, fu curato da Gustavo Pulitzer-Finali.
Gli ambienti comuni a disposizione dei passeggeri di prima classe comprendevano due bar, una veranda panoramica e un salone da pranzo, oltre a un lido all'aperto con dei giochi d'acqua in luogo della piscina; erano poi presenti a bordo due sale da pranzo e due soggiorni-bar per i passeggeri di seconda e di terza classe.

## Servizio
La nave fu varata presso il cantiere navale di Monfalcone il 20 ottobre 1941 con il nome di Ausonia. Il 16 settembre 1944, mentre si trovava nel bacino di allestimento, fu colpita durante un bombardamento e si adagiò su un fianco. Nel 1947 fu recuperata dalla Co.Ri.Sa. di Venezia; completato l'allestimento, fu consegnata all'Adriatica di Navigazione il 21 marzo 1949, con il nome di Esperia. Entrò quindi in servizio sul collegamento espresso per Egitto e Libano, con partenze alternate da Trieste e Genova, riscuotendo un buon successo, tanto che tra 1948 e 1949 l'Adriatica raddoppiò il numero di passeggeri trasportati su quella linea. Negli anni seguenti l'Esperia rimase in servizio su questo collegamento, venendo affiancata nel 1957 dall'Ausonia.
Alla fine degli anni sessanta, lo sviluppo dei trasporti via aereo e il clima di instabilità politica nel Mediterraneo orientale provocarono una forte riduzione nel numero di passeggeri trasportati dalle navi di linea, il cui esercizio divenne quindi non più sostenibile economicamente. L'Esperia cominciò quindi a essere utilizzata anche come nave da crociera, alternando il servizio di linea con crociere anche nel Mediterraneo occidentale o alle Canarie. Il 1º febbraio 1974 l'Esperia, ormai obsoleta, fu venduta per la demolizione, che fu eseguita a La Spezia.